# Referendum federali in Svizzera del 2020
In Svizzera nel 2020 si sono tenuti due referendum popolari il 9 febbraio, cinque il 27 settembre e due il 29 novembre.

## Referendum di febbraio

### Primo quesito
Nel primo quesito gli elettori erano chiamati a esprimersi sull'iniziativa popolare "Più abitazioni a prezzi accessibili". L'iniziativa proponeva che il 10% delle nuove abitazioni fosse costruito da committenti di utilità pubblica, che le concedessero in locazione applicando pigioni corrispondenti ai costi effettivi. Il Parlamento aveva respinto l'iniziativa, il Consiglio nazionale con 140 no e 56 sì e il Consiglio degli Stati con 30 no, 13 sì e 1 astensione. Anche il Consiglio federale raccomandava di respingere l'iniziativa ritenendola troppo costosa e proponendo invece l'aumento delle dotazioni del fondo che concede mutui alle cooperative edilizie.

### Secondo quesito
Il secondo quesito riguardava la conferma della legge federale concernente il divieto della discriminazione basata sull'orientamento sessuale. Tale legge estendeva la legge contro le discriminazioni basate sulla razza, l'etnia e la religione a quelle basate sull'orientamento sessuale, vietando quindi di discriminare e umiliare pubblicamente persone per il loro orientamento sessuale, di incitare all'odio verso di esse o di impedire a loro l'ingresso in luoghi pubblici. 
Il Parlamento aveva approvato la legge, il Consiglio nazionale con 121 sì, 67 no e 8 astensioni e il Consiglio degli Stati con 30 sì, 12 no e 1 astensione. Contro la legge era stato chiesto un referendum da parte dell'Unione Democratica Federale e dell'Unione Democratica di Centro che accusavano la legge di censura.

### Risultati
| Titolo sintetico                                                         | Sì        | Sì   | No        | No   | Nulli  | Totale    | Iscritti  | Affluenza | Cantoni a favore | Cantoni a favore | Cantoni contro | Cantoni contro | Risultato |
| Titolo sintetico                                                         | Voti      | %    | Voti      | %    | Nulli  | Totale    | Iscritti  | Affluenza | Pieni            | Mezzi            | Pieni          | Mezzi          | Risultato |
| ------------------------------------------------------------------------ | --------- | ---- | --------- | ---- | ------ | --------- | --------- | --------- | ---------------- | ---------------- | -------------- | -------------- | --------- |
| Iniziativa "Più abitazioni a prezzi accessibili"                         | 963.740   | 42,9 | 1.280.331 | 57,1 | 34.837 | 2.278.908 | 5.467.714 | 41,68%    | 4                | 1                | 16             | 5              | Respinto  |
| Discriminazione e incitamento all'odio basati sull'orientamento sessuale | 1.414.160 | 63,1 | 827.235   | 36,9 | 38.366 | 2.279.761 | 5.467.714 | 41,69%    | -                | -                | -              | -              | Approvato |

## Referendum di settembre

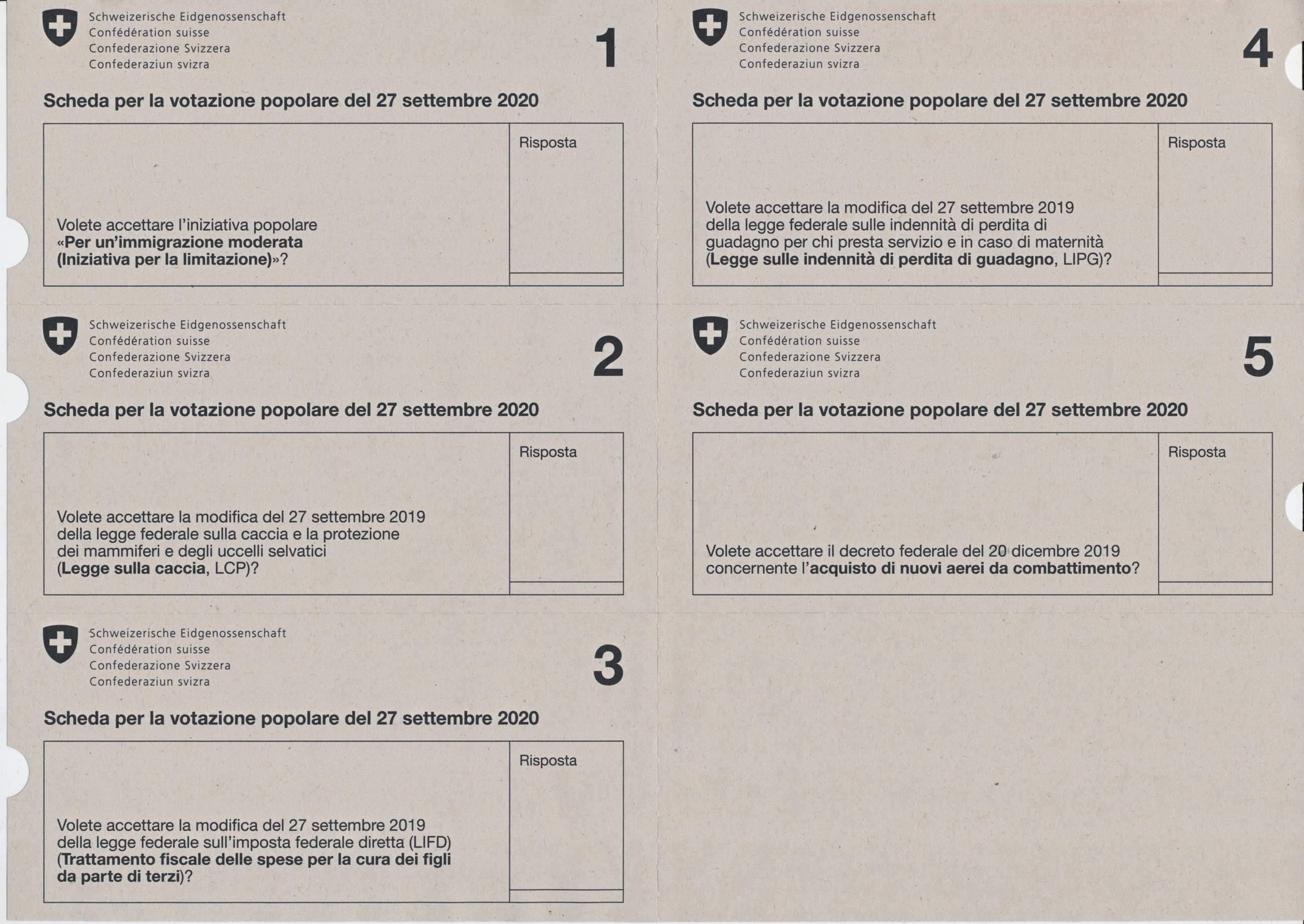
Scheda in lingua italiana

### Primo quesito
Il primo quesito riguardava la proposta d'iniziativa popolare "Per un’immigrazione moderata" detta in breve Iniziativa per la limitazione, sponsorizzata dall'UDC. L'iniziativa mirava a porre fine alla libera circolazione delle persone con l'Unione europea, obbligando il Consiglio federale a negoziare con l'UE l'abbandono della libera circolazione entro 12 mesi e in caso di insuccesso a denunciare obbligatoriamente l'accordo. L'iniziativa vietava inoltre alla Svizzera di assumere nuovi obblighi internazionali che accordassero la libera circolazione ai cittadini stranieri.
Il Parlamento aveva respinto l'iniziativa, il Consiglio nazionale con 142 no, 53 sì e 2 astensioni e il Consiglio degli Stati con 37 no, 5 sì e 2 astensioni. Anche il Consiglio federale raccomandava di respingere l'iniziativa ritenendo che essa mettesse a repentaglio la stabilità delle relazioni con il principale partner economico della Svizzera.

### Secondo quesito
Il secondo quesito riguardava la conferma della modifica del 27 settembre 2019 della legge federale sulla caccia e la protezione dei mammiferi e degli uccelli selvatici. La revisione della legge modificava le norme a protezione di varie specie di animali selvatici, favoriva il collegamento fra gli spazi vitali della fauna selvatica e rendeva più semplice per i Cantoni ordinare l'abbattimento di lupi considerati pericolosi per greggi di pecore e capre, consentendo anche l'abbattimento preventivo dei lupi e non soltanto di quelli che avevano già causato gravi danni. Il Parlamento aveva approvato la legge, il Consiglio nazionale con 117 sì, 71 no e 9 astensioni e il Consiglio degli Stati con 28 sì, 16 no e 1 astensione. Contro la legge era stato chiesto un referendum da parte di un comitato ambientalista sostenuto dai Verdi e dal PS, che contestavano l'autorizzazione all'abbattimento di animali protetti come i lupi.

### Terzo quesito
Il terzo quesito riguardava la conferma della modifica del 27 settembre 2019 della legge federale sull'imposta federale diretta. La riforma aumentava la deduzione fiscale massima per i figli a carico, portando l'importo massimo deducibile da 10.100 a 25.000 franchi per figlio per quanto riguarda la cura prestata da terzi (es. asili nido) e da 6.500 a 10.000 franchi per quanto riguarda la deduzione generale per i figli. Il Parlamento aveva approvato la legge, il Consiglio nazionale con 132 sì, 62 no e 3 astensioni e il Consiglio degli Stati con 25 sì, 17 no e 3 astensioni. Contro la riforma era stato chiesto un referendum da parte di due comitati sostenuti dal Partito Socialista Svizzero, che ritenevano che lo sgravio avrebbe agevolato solo le famiglie più ricche, a scapito del ceto medio.

### Quarto quesito
Il quarto quesito riguardava la conferma della modifica del 27 settembre 2019 della legge federale sulle indennità di perdita di guadagno per chi presta servizio e in caso di maternità. La legge prevedeva l'introduzione di un congedo di paternità retribuito di due settimane da prendere entro sei mesi dalla nascita del figlio. Tale congedo era finanziato mediante un aumento dei contributi IPG (indennità di perdita di guadagno) a carico dei lavoratori e dei datori di lavoro. 
Il Parlamento aveva approvato la legge, il Consiglio nazionale con 129 sì, 66 no e 2 astensioni e il Consiglio degli Stati con 31 sì, 11 no e 3 astensioni. Contro la riforma era stato chiesto un referendum da parte di un comitato sostenuto dall'UDC, che riteneva il congedo costoso, irresponsabile in un momento di crisi e insostenibile per le PMI.

### Quinto quesito
Il quinto quesito riguardava la conferma del decreto federale del 20 dicembre 2019 concernente l'acquisto di nuovi aerei di combattimento. Il decreto prevedeva che la Svizzera acquistasse nuovi aerei da combattimento per la sorveglianza e la protezione del proprio spazio aereo entro il 2030 per un importo massimo di 6 miliardi di franchi per sostituire gli attuali aerei vecchi che sarebbero stati da mettere fuori servizio entro tale data.
Il Parlamento aveva approvato la legge, il Consiglio nazionale con 123 sì, 68 no e 5 astensioni e il Consiglio degli Stati con 33 sì, 10 no e 1 astensione. Contro la riforma era stato chiesto un referendum da parte di un comitato sostenuto dal Gruppo per una Svizzera senza Esercito, dai Verdi e dal PS, che ritenevano l'acquisto di tali aerei un costoso lusso che avrebbe sottratto denaro a settori come la sanità e la lotta al cambiamento climatico.

### Risultati
| Titolo sintetico                  | Sì        | Sì   | No        | No   | Nulli  | Totale    | Iscritti  | Affluenza | Cantoni a favore | Cantoni a favore | Cantoni contro | Cantoni contro | Risultato |
| Titolo sintetico                  | Voti      | %    | Voti      | %    | Nulli  | Totale    | Iscritti  | Affluenza | Pieni            | Mezzi            | Pieni          | Mezzi          | Risultato |
| --------------------------------- | --------- | ---- | --------- | ---- | ------ | --------- | --------- | --------- | ---------------- | ---------------- | -------------- | -------------- | --------- |
| Iniziativa per la limitazione     | 1.233.995 | 38,3 | 1.988.349 | 61,7 | 45.505 | 3.267.849 | 5.493.036 | 59,49%    | 3                | 1                | 17             | 5              | Respinto  |
| Modifica della legge sulla caccia | 1.531.027 | 48,1 | 1.654.105 | 51,9 | 74.686 | 3.259.818 | 5.493.036 | 59,34%    | -                | -                | -              | -              | Respinto  |
| Aumento deduzioni per i figli     | 1.164.451 | 36,8 | 2.003.235 | 63,2 | 84.620 | 3.252.306 | 5.493.036 | 59,21%    | -                | -                | -              | -              | Respinto  |
| Congedo di paternità              | 1.933.310 | 60,3 | 1.270.705 | 39,7 | 56.598 | 3.260.613 | 5.493.036 | 59,36%    | -                | -                | -              | -              | Approvato |
| Acquisto aerei da combattimento   | 1.605.839 | 50,1 | 1.597.324 | 49,9 | 61.089 | 3.264.252 | 5.493.036 | 59,42%    | -                | -                | -              | -              | Approvato |

## Referendum di novembre

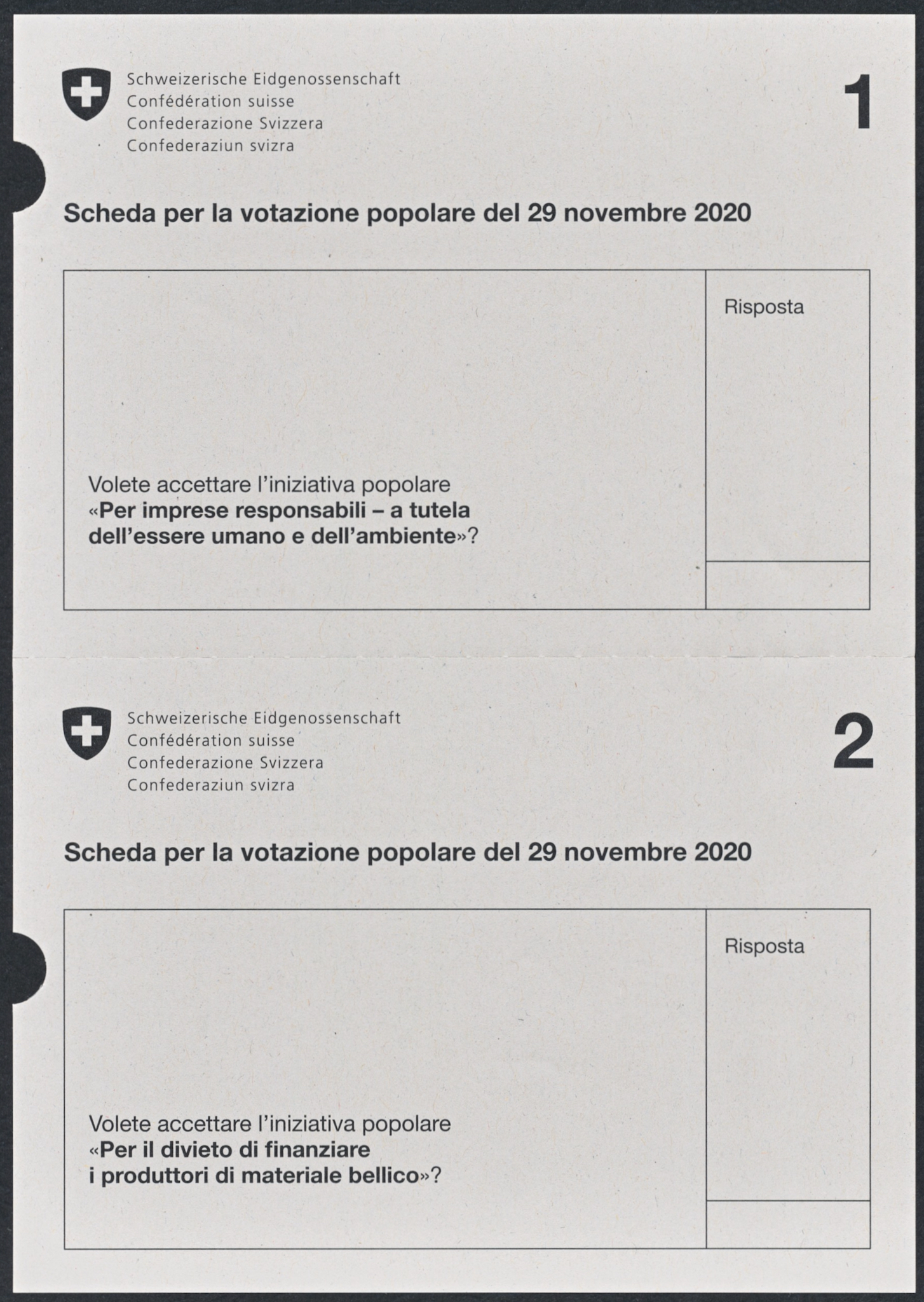
Scheda in lingua italiana

### Primo quesito
Il primo quesito riguardava la proposta d'iniziativa popolare "Per imprese responsabili – a tutela dell’essere umano e dell’ambiente". L'iniziativa chiedeva che le imprese svizzere dovessero rendere conto del rispetto dei diritti umani e delle norme ambientali anche all'estero, adottando opportune misure e verificando non solo le proprie attività ma anche quelle delle loro filiali, dei loro fornitori, dei loro partner commerciali e delle imprese da loro controllate.
Il Parlamento aveva respinto l'iniziativa, il Consiglio nazionale con 108 no, 88 sì e 2 astensioni e il Consiglio degli Stati con 30 no, 13 sì e 2 astensioni. Anche il Consiglio federale raccomandava di respingere l'iniziativa considerandola eccessiva e ritenendo che essa indebolisse la piazza economica svizzera, costringendo le imprese svizzere a rispondere di errori altrui. Il Consiglio aveva inoltre adottato un controprogetto indiretto più moderato, che sarebbe entrato in rigore in caso di insuccesso del referendum.

### Secondo quesito
Il secondo quesito riguardava la proposta d'iniziativa popolare "Per il divieto di finanziare i produttori di materiale bellico". L'iniziativa chiedeva di vietare alla Banca nazionale svizzera, all'AVS (il sistema previdenziale nazionale), alle fondazioni e alle casse pensioni di finanziare in qualsiasi modo i produttori di materiale bellico. Il divieto riguardava quindi la concessione di crediti alle aziende che producono materiale bellico e la detenzione delle loro azioni e di prodotti finanziari, quali fondi, contenenti azioni di tali aziende. Per produttori di materiale bellico l'iniziativa intendeva le imprese che realizzano oltre il 5% della loro cifra d'affari con tali materiali.
Il Parlamento aveva respinto l'iniziativa, il Consiglio nazionale con 125 no e 72 sì e il Consiglio degli Stati con 32 no e 13 sì. Anche il Consiglio federale raccomandava di respingere l'iniziativa considerandola eccessiva e inefficace e ritenendo che essa avrebbe ricompreso nella definizione di produttori di materiale bellico anche imprese dell'industria aeronautica e metalmeccanica che producessero tra le altre cose componenti per armi o aerei da combattimento. L'iniziativa avrebbe quindi rischiato di ripercuotersi negativamente sulla piazza finanziaria, sull'industria e sul sistema di previdenza svizzero.

### Risultati
| Titolo sintetico                                                        | Sì        | Sì   | No        | No   | Nulli  | Totale    | Iscritti  | Affluenza | Cantoni a favore | Cantoni a favore | Cantoni contro | Cantoni contro | Risultato |
| Titolo sintetico                                                        | Voti      | %    | Voti      | %    | Nulli  | Totale    | Iscritti  | Affluenza | Pieni            | Mezzi            | Pieni          | Mezzi          | Risultato |
| ----------------------------------------------------------------------- | --------- | ---- | --------- | ---- | ------ | --------- | --------- | --------- | ---------------- | ---------------- | -------------- | -------------- | --------- |
| Iniziativa per imprese responsabili                                     | 1.299.129 | 50,7 | 1.261.680 | 49,3 | 24.031 | 2.584.840 | 5.495.345 | 47,04%    | 8                | 1                | 12             | 5              | Respinto  |
| Iniziativa per il divieto di finanziare produttori di materiale bellico | 1.081.684 | 42,5 | 1.460.650 | 57,5 | 37.620 | 2.579.954 | 5.495.345 | 46,95%    | 3                | 1                | 17             | 5              | Respinto  |